# Perry Ubeda
Perry Ubeda (Nijmegen, 12 september 1971) is een Nederlands voormalig kickbokser.
Hij is geboren en woonachtig in Nijmegen. Zijn bijnaam luidt Dynamite.
Tussen 1992 en 2005 won Ubeda in totaal dertien nationale en internationale titels in het kickboksen en thaiboksen. Tevens won hij in 1996 in Tokio het open Japanse kampioenschap Taekwondo. In 2008 won hij in het boksen de 'Grote Carré prijs van Amsterdam' tijdens de Ben Bril Memorial.
Behalve zijn bezigheden als vechtsporter runt hij ook een sportschool die naar hem vernoemd is. In 2006 stond hij op de lijst van de lokale partij Gewoon Nijmegen voor de gemeenteraadsverkiezingen.
Zijn vader Joop Ubeda werd bekend als kickboksscheidsrechter.

## Erelijst
- European Champion Full Contact I.K.B.F. '93-'99
- European Champion Thai Boxing W.M.T.A. '92-'95
- Dutch Kickboxing Champion W.K.A. '96-'99
- World Champion Thai Boxing W.M.T.A. '95-'99